# Meseta de Ozark
La meseta de Ozark, también montes Ozark o Los Ozarks, es una región montañosa densamente arbolada situada en el Medio Oeste de los Estados Unidos. Se extiende desde San Luis hasta el río Arkansas, ocupando un área de unos 122 000 km² en los estados de Misuri, Arkansas y Oklahoma y una parte muy pequeña en Kansas. Junto con las montañas Ouachita (al sur del río Arkansas) conforman la región fisiográfica de las tierras altas del interior.
Muchas de sus cimas sobrepasan los 600 m s. n. m. El turismo es una de las principales actividades de la región.  El nombre Ozark deriva probablemente de la estación de comercio francesa, Aux Arcs, establecida en la zona durante el siglo XVIII.
En el corazón de la meseta de los montes Ozark surgen las montañas Saint-François. 

## Ríos y lagos
Varios ríos, todos de la cuenca del río Misisipi, tienen sus fuentes en las montañas de Ozark:
- río Osage, de 579 km, un afluente del Misuri, y también  su afluente el río Pomme de Terre (Misuri) (182 km); situado en Misuri
- río Gasconade, de 450 km, un afluente del Misuri; situado en Misuri
- río Saint Francis, de 760 km, un afluente del río Misisipi, y también  su afluente el río l'Anguille (de 175 km), situado en Misuri y Arkansas;
- río Black, de 480 km, un afluente del río White, y también su afluente el río Current (296 km);
- río Castor, de 111 km, un afluente del Little, subafluente del Misisipi;
- río Meramec, de 350 km, un afluente del Misisipi, y también  su afluente el río Bourbeuse (240 km); situado en Misuri
- río Buffalo (Búfalo), río nacional situado en Arkansas

Lagos en los Ozarks incluye: 
- El lago de Ozarks, tiene instalaciones recreativas y de energía
- lago Beaver
- lago Table Rock